# Exposição Universal de 1906
A Exposição Universal de 1906 foi uma feira mundial que aconteceu em Milão em 1906 com o nome original de L'Esposizione Internazionale del Sempione, às vezes chamada de A Grande Exposição do Trabalho. Recebeu 4.012.776 visitantes e cobriu uma área de 250 acres.

## Resumo
A feira aconteceu de 28 de abril a 31 de outubro de 1906 e marcou a abertura do Túnel do Simplon. Foi realizada no Parco Sempione (exposição de artes e exibições industriais e de engenharia, bem como os pavilhões internacionais) e na Piazza d´Armi,
Contou-se com a presença de países do Leste europeu, China, Japão, Turquia, Estados Unidos, Canadá e muitos países sul-americanos, que dividiram um pavilhão.

## Legado
A International Commission on Occupational Health foi fundada na Expo e ainda está em atividade.
O Aquário de Milão foi construído e também ainda permanece em atividade.